# Алі-Шах Дуррані
Алі-Шах Дуррані — правитель Дурранійської імперії в 1818-1819. Був сином Тимура-Шаха Дуррані. Був усунутий від влади своїм братом Аюб-Шахом.